# 泰國高速鐵路

2022年時的計畫路線圖

泰國高速鐵路（โครงการรถไฟความเร็วสูงไทย、โครงการไฮสปีดเทรนไทย、Thailand High Speed Rail Project）是泰國交通部和泰國國家鐵路局共同推進的高鐵計劃。泰國最初的高鐵計劃在2009年10月推出，并在2010年10月得到泰国国会承认。2016年8月6日，泰國和日本達成協議，同意連接曼谷和清邁之間的高速鐵路使用日本新幹線規格。但現在泰國高鐵仍沒有任何實質進展。